# Représentations diplomatiques en république du Congo

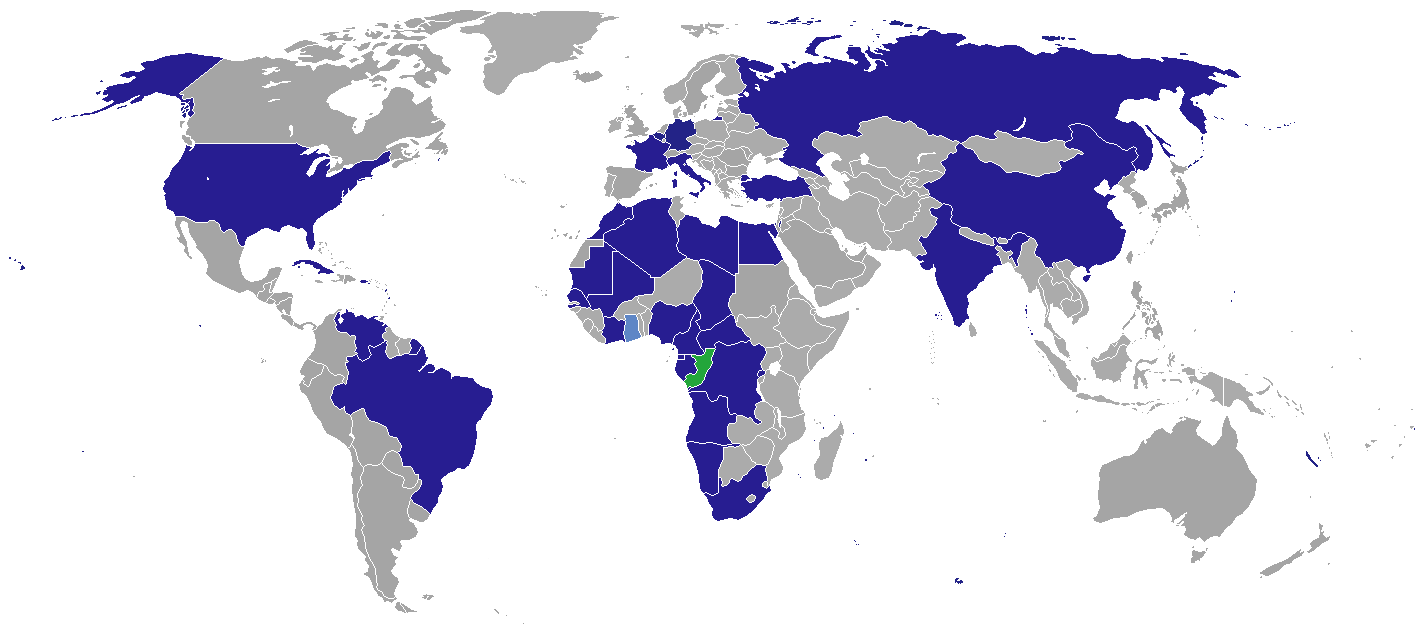
Représentations diplomatiques en République du Congo

Ceci est une liste des représentations diplomatiques en République du Congo. À l'heure actuelle, la capitale de Brazzaville abrite 33 ambassades. Plusieurs autres pays accréditent des ambassadeurs d'autres capitales.

## Ambassades

### Brazzaville
| - Afrique du Sud - Algérie - Allemagne - Angola - Palestine - Belgique - Brésil - Cameroun - Chine - Côte d'Ivoire - Cuba - Égypte - États-Unis - France - Gabon - Guinée équatoriale | - Italie - Libye - Maroc - Namibie - Nigeria Ordre de Malte - République centrafricaine - République démocratique du Congo - Russie - Rwanda - Sénégal - Tchad - Turquie - Vatican - Venezuela |

## Mission
- Union européenne (Délégation)

## Consulats et consulats-généraux

### Ouesso
- Cameroun[2] (Consulat)

### Pointe-Noire
- Angola (Consulat)
- France
- Sénégal

## Ambassades non résidentes
Résidant à Kinshasa, sauf indication contraire
| - Argentine (Abuja) - Australie (Abuja) - Autriche (Addis-Abeba) - Bulgarie (Luanda) - Canada - Corée du Sud - Croatie (Paris) - Danemark (Cotonou) - Espagne - Grèce - Indonésie (Abuja) - Iran - Israël (Yaoundé) - Japon - Liberia - Mali (Libreville) - Malte (La Valette) - Mexique (Abuja) - Mozambique (Luanda) | - Norvège (Luanda) - Ouganda - Pakistan (Dar es Salam) - Pays-Bas - Pologne (Luanda) - Portugal - Tchéquie (Abuja) - Roumanie (Luanda) - Royaume-Uni - Sao Tomé-et-Principe (Libreville) - Serbie (Luanda) - Slovaquie (Nairobi) - Suède - Suisse - Tanzanie - Tunisie - Viêt Nam (Luanda) - Zambie - Zimbabwe |